# Kuba hadereje
Kuba hadereje (Fuerzas Armadas Revolucionarias = „Forradalmi fegyveres erők”) három fegyvernemből áll: a szárazföldi haderőből, a légierőből és a haditengerészetből.

## Fegyveres erők összlétszáma
- Aktív: 46 000 fő
- Szolgálati idő a sorozottaknak: 24 hónap
- Tartalékos: 39 000 fő

## Szárazföldi haderő
Létszám
35 000 fő
Állomány
- 5 harckocsi dandár
- 9 gépesített lövész dandár
- 1 ejtőernyős dandár
- 1 határvédelmi dandár
- 1 harcászati rakéta dandár

Tartalék
- 14 dandár

Felszerelés
- 900 db harckocsi (T–54, T–55, T–62)
- 700 db páncélozott szállító jármű (BTR–40, BTR–50, BTR–60, BTR–152)
- 540 db tüzérségi löveg: 500 db vontatott, 40 db önjáró

## Légierő
Hivatalos neve: Fuerza Aérea Revolucionara, FAR (magyarul Forradalmi Légierő)
Létszám: kb. 8000 fő
Állomány
- 2 közvetlen támogató század
- 4 vadászrepülő század
- 4 szállító repülő század

Repülési idő (a pilótáknak)
40-50 óra
Felszerelés
- 140 db harci repülőgép (kb. 25–30 üzemkész):
  - 90 db MiG–21 (F–13, PFV, R, MF, bisz, U és UM altípusok),
  - 30 db MiG–23 (BN, ML és UB altípusok),
  - 16 db MiG–29 (14 db B és 2 db UB),
  - 4 db egyéb típus,
- 45 db harci helikopter (Mi–8/Mi–17, Mi–24/Mi–35),
- 33 db szállító repülőgép (An–26).

## Haditengerészet
Létszám
3000 fő
Hadihajók
- 6 db őrhajó
- 6 db aknarakó/szedő hajó
- 2 db egyéb rendeltetésű hajó

Tengerészgyalogság
- 600 fő (2 zászlóalj)

## Félkatonai erők
- Állambiztonsági erők: 20 000 fő
- Határőrség: 6500 fő
- Polgári védelem: 50 000 fő
- Territoriális milícia: kb. 1 000 000 fő
- Ifjúsági Munka Haderő: 70 000 fő